# ルーカス・ヘーラー
ルーカス・ヘーラー（Lucas Höler, 1994年7月10日 - ）は、ドイツのサッカー選手。SCフライブルク所属。ポジションはFW。

## 経歴
2016年5月、SVザントハウゼンと2年契約を結んだ。
2017年12月、SCフライブルクに移籍した。